# Doug Risebrough
Douglas  John Risebrough (* 29. Januar 1954 in Kitchener, Ontario) ist ein ehemaliger kanadischer Eishockeyspieler, -trainer und -funktionär, der während seiner aktiven Karriere für die Montréal Canadiens und Calgary Flames in der National Hockey League auf der Position des linken Flügelspielers spielte.

## Karriere
Doug Risebrough begann seine Karriere 1972 bei den Guelph Biltmore Mad Hatters in der Southern Ontario Junior Hockey League und war ein Jahr für die Mannschaft aktiv. Danach ging er von 1973 bis 1974 für die Kitchener Rangers aufs Eis. Risebrough wurde beim NHL Amateur Draft 1974 von den Montréal Canadiens in der ersten Runde an siebter Position ausgewählt und beim WHA Secret Amateur Draft 1974 von den Cleveland Crusaders in der ersten Runden an zehnter Position. Der Kanadier entschied sich in der National Hockey League für die Montréal Canadiens aufzulaufen. In acht Jahren bei den Canadiens zählte er stets zu den besten Spielern des Teams und gewann vier Stanley Cups (1976–1979) mit den Habs. 1982 ging er zu den Calgary Flames und wurde auch dort zu einem wichtigen Spieler der Mannschaft.
1987 beendete er seine Karriere und begann im Anschluss eine Tätigkeit als Eishockeytrainer. Zwischen 1987 und 1989 arbeitete er als Assistenztrainer bei den Calgary Flames und wurde 1990 nach der Entlassung von Terry Crisp zum Cheftrainer der Flames befördert. Er übte fast zwei Jahre dieses Amt aus und wurde danach von seinem Landsmann Guy Charron abgelöst. Er hatte sich in der Saison 1990/91 mit den Flames für die Play-offs qualifizieren können, war allerdings knapp in sieben Spielen in der ersten Runde an den Edmonton Oilers gescheitert. Im Folgejahr wurden die Play-offs verpasst. Danach übernahm er das Amt als General Manager der Flames und hielt es bis zur Saison 1995/96 inne und wurde durch Al Coates abgelöst. Von 2000 bis 2009 arbeitete er als GM bei den Minnesota Wild, sein Vertrag wurde nach neun Jahren allerdings nicht verlängert.

## Erfolge und Auszeichnungen
- 1976 Stanley-Cup-Gewinn mit den Montréal Canadiens
- 1977 Stanley-Cup-Gewinn mit den Montréal Canadiens
- 1978 Stanley-Cup-Gewinn mit den Montréal Canadiens
- 1979 Stanley-Cup-Gewinn mit den Montréal Canadiens